# Cinque settimane all'altro mondo
Cinque settimane all'altro mondo (Hurra! Ich lebe!) è un film del 1928 diretto da Wilhelm Thiele.
La sceneggiatura di Friedrich Raff e Julius Urgiss si basa sulla commedia Der mutige Seefahrer di Georg Kaiser.

## Produzione
Il film fu prodotto dalla Universum Film (UFA).

## Distribuzione
Distribuito dalla Universum Film (UFA) con visto di censura che ne vietava la visione ai minori, il film venne presentato all'U.T. Universum di Berlino il 21 dicembre 1928. In Italia, il film - che fu distribuito dall'U.F.A. - ottenne nel giugno 1929 il visto di censura numero 24983.